# Total Eclipse of the Heart
Total Eclipse of the Heart è una ballata rock scritta e prodotta da Jim Steinman. Interpretata originariamente dalla cantante gallese Bonnie Tyler nel 1983, negli anni successivi ha ricevuto numerosissime cover. Inoltre il brano è stato riutilizzato dallo stesso Steinman (con un nuovo testo di Michael Kunze) all'interno del musical Tanz der Vampire con il titolo Totale Finsternis.
Il brano, abbozzato da Steinman nei primi anni ottanta (uno dei temi musicali appare, in versione strumentale, all'interno della colonna sonora del film del 1980 A Small Circle of Friends), era stato originariamente composto per Meat Loaf. Tuttavia l'etichetta discografica del cantante rifiutò di pagare Steinman e lui preferì quindi affidare il brano a Bonnie Tyler. Si tratta indubbiamente di uno dei maggiori successi commerciali di Steinman (la sola versione di Bonnie Tyler ha venduto oltre 5 milioni di copie).
Nel novembre 2002, la canzone è stata votata alla posizione 72 della classifica "I più grandi numeri uno di tutti i tempi" nel Regno Unito, mentre nell'ottobre 2006, VH1 ha collocato la canzone alla posizione #56 della classifica "Le 100 più grandi canzoni degli anni ottanta".

## Versione originale di Bonnie Tyler (1983)
Presentato nel 1983 all'interno dell'album Faster Than the Speed of Night, il brano rappresenta tuttora il più grande successo di Bonnie Tyler. Il singolo infatti arrivò alla posizione numero uno della Billboard Hot 100 negli Stati Uniti, oltre che in Canada, in Australia e in Inghilterra. Al suo apice, il disco vendette 60 000 copie al giorno, ed approssimativamente 6 milioni in totale.

### Video musicale
Il video della canzone, caratterizzato da atmosfere gotiche ed oniriche, è stato girato da Russell Mulcahy su uno storyboard dello stesso Steinman, ed è stato inserito al 94º posto nel sondaggio "Il più grande video di tutti i tempi" da Channel 4.

### Formazione
- Bonnie Tyler - voce
- Rick Derringer - chitarra
- Steve Buslowe - basso
- Roy Bittan - pianoforte
- Larry Fast - sintetizzatore
- Steve Margoshes - tastiere
- Max Weinberg - batteria
- Jimmy Maelen - percussioni
- Rory Dodd - cori
- Eric Troyer - cori
- Holly Sherwood - cori

### Classifiche

#### Classifiche settimanali
| Classifica (1983)                | Posizione massima |
| -------------------------------- | ----------------- |
| Australia                        | 1                 |
| Belgio (Fiandre)                 | 14                |
| Canada                           | 1                 |
| Finlandia                        | 6                 |
| Francia                          | 3                 |
| Germania                         | 16                |
| Irlanda                          | 1                 |
| Italia                           | 14                |
| Norvegia                         | 1                 |
| Nuova Zelanda                    | 1                 |
| Paesi Bassi                      | 18                |
| Regno Unito                      | 1                 |
| Stati Uniti                      | 1                 |
| Stati Uniti (adult contemporary) | 7                 |
| Stati Uniti (mainstream rock)    | 23                |
| Sudafrica                        | 1                 |
| Svezia                           | 3                 |
| Svizzera                         | 3                 |

#### Classifiche di fine anno
| Classifica (1983) | Posizione |
| ----------------- | --------- |
| Australia         | 6         |
| Canada            | 5         |
| Francia           | 17        |
| Nuova Zelanda     | 5         |
| Regno Unito       | 5         |
| Stati Uniti       | 6         |
| Sudafrica         | 3         |

## Cover
Nel corso degli anni numerosissimi artisti in tutto il mondo si sono cimentati in cover del brano. Fra i più celebri si ricordano:
- Raffaella Carrà incise questo brano nel 1985 che poi utilizzò in un balletto nel suo programma Buonasera Raffaella. Il brano è restato inedito fino al 2020 quando il Fan Club di Raffaella ha pubblicato un disco con tutte le canzoni inedite dei balletti del programma;
- Nicki French ne ha cantato una versione dance che nel 1994 è giunta fino alla posizione #2 della Billboard Hot 100 hit;
- il tenore Peter Brocklehurst in duetto con Bonnie Tyler;
- Lucy Lawless (incluso un duetto con Bonnie Tyler ad un talent show);
- la boy band Westlife;
- Steve Barton e Elaine Cassler;
- BabyPinkStar;
- Tori Amos durante una performance live;
- la cantante italiana L'Aura ne ha realizzato una cover in lingua italiana dal titolo Eclissi del cuore, inclusa dell'EP Sei come me (2010). Nel 2011 ne pubblica una versione in collaborazione con Nek;
- la boyband One Direction nel corso di X-Factor 2010;
- in Glee viene eseguita da Lea Michele, Cory Monteith, Mark Salling e Jonathan Groff;
- Valerio Scanu in occasione del suo primo album dal vivo, Valerio Scanu Live in Roma;
- Sabrina Salerno nel 2014, assieme al cantante francese Phil Barney durante le tappe del tour francese Stars 80;
- Exit Eden nel 2017;
- Doro Pesch e Rob Halford nell'album della prima Conqueress. Forever strong and proud (2023).

Particolare menzione merita la versione in francese-inglese nota con il titolo Si demain... (Turn Around), incisa da Kareen Antonn e Bonnie Tyler, che ha ottenuto un notevole successo in Francia, Belgio e Polonia.

## Utilizzo nei media
- La canzone fa parte della colonna sonora dei film American Trip - Il primo viaggio non si scorda mai.
- Il brano è ascoltabile nel film Old School.
- È utilizzata anche in un paio di occasioni nel corso del film Passo a due.
- In un episodio della serie a cartoni animati Futurama, il personaggio di Kif la canta al karaoke.
- Anche nella serie televisiva Nip/Tuck è stata usata, quando Matt, drogato di metadone, si getta in piscina per spegnere le fiamme che avvampano sui suoi vestiti.
- Il brano fa parte della colonna sonora della telenovela brasiliana Mamma Vittoria.
- La canzone si sente nella puntata 17 della prima stagione della serie televisiva americana Glee, interpretata da Lea Michele e Jonathan Groff.
- La canzone è ascoltabile nella scena della prima puntata della seconda stagione della serie televisiva italiana del 2010 Romanzo criminale - La serie, dove il Bufalo ruba, nel deposito del cimitero, la bara dell'amico libanese ucciso, con in sottofondo le note della canzone nella versione originale di Bonnie Tyler.
- Nel film Bandits gli attori Cate Blanchett e Bruce Willis si innamorano cantando in un duetto i versi della canzone.
- Nel film Diario di una schiappa il brano viene cantato, a turno, dai partecipanti dell'audizione.
- Nel film Urban Legend la ragazza dell'università la canticchia ascoltandola in auto, mentre fugge spaventata dal benzinaio.
- Nel 2013 è stata utilizzata come colonna sonora del videogioco Battlefield 4, in cui i soldati la sentono all'interno di una macchina rovesciata in mare, che si sta inabissando.
- Sempre nel 2013 è ascoltabile nella dodicesima puntata della decima serie di Grey's Anatomy, quando Jackson dichiara il suo amore ad April durante il suo matrimonio.
- Venne inoltre utilizzata nel finale del film Dead Snow 2.
- Il brano è ascoltabile nel film Forever Young di Fausto Brizzi del 2016.
- Nel primo episodio della nona stagione della sitcom Modern Family, Vita da lago - girato in occasione dell'eclissi di sole verificatasi nell'agosto 2017 - la canzone è interpretata da tutti i membri della famiglia riuniti sul panfilo (a fine episodio).
- Nel film del 2018 The Strangers: Prey at Night il brano è presente nella scena in cui Lewis Pullman combatte disperatamente in piscina contro l’assassino con la maschera.
- Il brano è ascoltabile per un brevissimo momento nel secondo episodio della quarta stagione di The Good Doctor.
- Nel film The last showgirl 2024

## Totale Finsternis (Tanz der Vampire)
Nel 1997 Jim Steinman utilizza la melodia del brano, come quelle di molte delle sue canzoni di maggior successo, all'interno della partitura del musical Tanz der Vampire. Il brano Totale Finsternis viene eseguito all'inizio del secondo atto in forma di duetto tra i personaggi di Sarah e Von Krolock. La struttura del brano è quasi identica all'originale, mentre molto diverso è l'arrangiamento. I testi in lingua tedesca di Michael Kunze sono in gran parte svincolati da quelli originali di Steinman, sebbene alcuni passaggi siano molto simili.
I temi principali del brano (il ripetitivo"Sei Bereit", la melodia principale "manchmal in der Nacht..." e soprattutto il noto ritornello "Sich verliern heißt sich befrein") ritornano più volte nel corso del musical, sia in forma cantata che strumentale, costituendo, assieme a quello di Gott ist Tot,cui spesso si fondono, i principali temi del musical.

### Versioni
Il brano, assieme a Die Unstillbare Gier e Gott ist Tot, è diventato in breve tempo uno dei più popolari dello spettacolo, ed uno dei duetti più amati e frequentati dai cantanti di musical del mondo germanofono.
Tra le versioni più note:
- Steve Barton e Cornelia Zenz: Protagonisti della prima edizione viennese dello spettacolo, hanno inciso il brano originale nel primo disco dedicato al musical.
- Thomas Borchert e Jessica Kessler: Storici interpreti della versione tedesca dello spettacolo, hanno inciso una versione del brano nel 2004.
- Steve Barton e Elaine Cassler: Hanno registrato una versione in lingua inglese (utilizzando il titolo originaleTotal Eclipse of the heart in previsione di una versione americana dello spettacolo)
- Kevin Tarte e Barbara Köhler.
- Uwe Kröger e Pia Douwes.

Barton, Zenz, Borchert, Tarte e Kessler hanno più volte cantato il brano dal vivo in special televisivi o concerti, lasciando diverse testimonianze video delle loro performance.

## Versione di L'Aura
Nel 2010, la cantante italiana L'Aura ha inciso una versione in lingua italiana del brano, intitolata Eclissi del cuore, tradotta da lei stessa. Il brano è stato inserito nell'EP Sei come me e, nella Special Edition della stessa, anche nella versione "L.A. Night Version".
Esattamente un anno dopo, nell'ottobre 2011, questa versione è stata pubblicata come singolo con l'aggiunta della collaborazione vocale di Nek.

### Tracce
1. Eclissi del cuore - 4:02

### Classifiche
| Classifica (2011) | Posizione massima |
| ----------------- | ----------------- |
| Italia            | 5                 |